# 갓 오브 이집트
《갓 오브 이집트》(Gods of Egypt)는 알렉스 프로야스 감독의 2016년 판타지 영화이다. 이집트 신화를 소재로 하였으며, 니콜라이 코스테르발다우가 호루스 역, 제라드 버틀러가 세트 역, 그리고 브렌턴 스웨이츠가 벡 역을 연기했다.

## 출연
- 제라드 버틀러 - 세트 역
- 니콜라이 코스테르 발다우 - 호루스 역
- 브렌턴 스웨이츠 - 벡 역
- 제프리 러시 - 라 역
- 코트니 이턴 - 자야 역
- 채드윅 보즈먼 - 토트 역
- 애비 리 - 아나트 역
- 엘로디 영 - 하토르 역
- 고런 D. 클루트 - 아누비스 역
- 루퍼스 시웰 - 우르슈 역
- 브라이언 브라운 - 오시리스 역
- 에마 부스 - 네프티스 역
- 브루스 스펜스
- 레이철 블레이크 - 이시스 역
- 로빈 네빈 - 샤리파 역
- 폴라 아룬델 - 늙은 하녀 역
- 에밀리 휘튼 - 어린 하녀 역
- 펠릭스 윌리엄슨
- 케네스 랜섬 - 스핑크스 역
- 티리엘 모라
- 린제이 패리스 - 늙은 백의 목소리
- 줄리안 마룬 - 어린 군인 역
- 이안 로버츠 - 우르슈의 호위군 1 역
- 알렉산더 잉글랜드 - 음네비스 역
- 야야 뎅 - 아스타르테 역

## 같이 보기
- 화이트워싱